# Мутафчиев, Йордан
Йордан Жеков Мутафчиев (болг. Йордан Жеков Мутафчиев; 17 ноября 1940, с. Бяла-Вода, Бургасская область, Третье Болгарское царство — 24 мая 2015) — болгарский военный и государственный деятель, министр обороны Болгарии (1990—1991).

## Биография
В 1956 г. окончил торговую гимназию в Бургас. В 1961 г. — трехгодичный курс Национального военного университета имени Васила Левского в городе Велико Тырново, в 1976 г. — с отличием трехгодичный курс Военной академии имени М. В. Фрунзе, в 1984 г. — двухгодичный курс в Военной академии Генерального штаба Вооружённых сил СССР им. К. Е. Ворошилова.
С 1961 по 1993 гг. служил на командных должностях в Вооруженных силах Народной Республики Болгарии:
- 1961—1973 гг. — офицер четвертой танковой бригады, командовал взводом, ротой, был заместителем начальника штаба батальона,
- 1976—1978 гг. — в оперативном отделе 7-й мотострелковой дивизии. затем — начальник штаба 33-го пехотного полка,
- 1978—1980 гг. — командир 33-го мотострелкового полка,
- 1980—1982 гг. — начальник штаба 24-й танковой бригады,
- 1985—1986 гг. — командир 7-й мотострелковой дивизии,
- 1986—1987 гг. — начальник штаба 3-й армии,
- 1987—1989 гг. — командующий третьей армией.

В декабре 1989 г. был назначен заместителем министра обороны Народной Республики Болгарии, а в 1990—1991 гг. занимал должность министра обороны Болгарии во втором правительстве Андрея Луканова и в правительстве Димитра Попова. На этом посту осуществил переход к новой военной доктрине в условиях распада Организации Варшавского договора и провел департизацию армии. В 1991 г. участвовал в качестве члена Болгарской правительственной делегации в Конференции по безопасности и сотрудничеству в Европе в Париже.
В 1991 г. ему было присвоено воинское звание генерала армии.
В 1991—1993 гг. — главный инспектор Вооруженных Сил Республики Болгарии. В феврале 1993 г. был уволен в запас.
В 1993—1997 гг. — Чрезвычайный и Полномочный Посол Болгарии в КНДР.
В 2006 г. выступил одним из учредителей националистической организации «Вся Болгария» («Целокупна Болгария») и бы избран вице-президентом ее Национального совета. Летом того же года баллотировался от нее на президентских выборах в качестве кандидата на пост вице-президента страны.
В ноябре 2008 г. создал и возглавил партию «Возрождение Отечества».